# Edgars Jeromanovs
Edgars Jeromanovs (Saldus, 18 aprile 1986) è un ex cestista lettone.
Alto 190 cm, giocava come playmaker.

## Carriera
Ha preso parte ai Campionati europei del 2011 con la Lettonia.

## Palmarès
- Campionato svedese: 1

Norrköping Dolphins: 2011-12